# Dick Ellsworth
Dick Ellsworth  (Lusk, Wyoming; 22 de marzo de 1940 – Fresno, California; 10 de octubre de 2022) fue un beisbolista estadounidense que jugaba en la posición de pitcher en cinco equipos de la MLB y una aparición en el Juego de Estrellas de las Grandes Ligas de Béisbol.

## Carrera
| Equipo                | Periodo   |
| --------------------- | --------- |
| Chicago Cubs          | 1958–1966 |
| Philadelphia Phillies | 1967      |
| Boston Red Sox        | 1968–1969 |
| Cleveland Indians     | 1969–1970 |
| Milwaukee Brewers     | 1970–1971 |

## Logros
- Jugador del mes en la MLB en mayo de 1963
- Juego de Estrellas de las Grandes Ligas de Béisbol en 1964
- Inducción al Fresno County Athletic Hall of Fame en 1963[3]

## Récords
Mayor promedio de carreras limpias permitidas en temporadas consecutivas con 5,09.